# یواس‌اس هانیبال (ای‌جی-۱)
یواس‌اس هانیبال (ای‌جی-۱) (به انگلیسی: USS Hannibal (AG-1)) یک کشتی بود که طول آن ۲۷۴ فوت ۱ اینچ (۸۳٫۵۴ متر) بود. این کشتی در سال ۱۸۹۸ ساخته شد.